# 신동화물역
신동화물역(Sindonghwamul station, 新洞貨物驛)은 대한민국 경상북도 칠곡군 지천면 연화리에 있는 역이다. 한국철도공사가 관할하는 신동화물선이 지난다. 이 역은 여객은 취급하지 않으며 영남권 내륙화물기지의 화물을 취급한다.

## 연혁
- 2010년 1월 2일 : 신동화물선 개통으로 영업 개시[1]

## 같이 보기
- 가천역
- 서대구화물역